# Lepidosaphes pseudotsugae
Lepidosaphes pseudotsugae är en insektsart som beskrevs av Takahashi 1957. Lepidosaphes pseudotsugae ingår i släktet Lepidosaphes och familjen pansarsköldlöss. Inga underarter finns listade i Catalogue of Life.